# Rondalla Clàssica de Bunyola
La Rondalla Clàssica de Bunyola és un grup de música que es va iniciar al voltant del 1940. El seu director, Toni Nadal Rosselló, músic de vocació, sense estudis de conservatori, havia estat component d'algunes bandes de música. Ensenyava a tocar instruments de corda, de forma altruista, a jovenets del poble. A partir de 1942, un grup d'aquests aprenents tengueren els primers contactes amb el públic a dos cafès de la vila. Després, juntament amb altres deixebles, formaren part de l'Agrupació de Ball i de Teatre de Bunyola. Finalment, i arran d'una actuació als estudis de Radio Popular l'any 1962, va quedar constituït, com a “Rondalla Clàssica de Bunyola”, un quintet format per:
- Antoni Nadal Rosselló (director, bandúrria)
- Guillem Nadal Rosselló (guitarra)
- Miquel Palou Estarellas (guitarra)
- Nicolau Colom Martí (llaüt)
- Isidre Mateu Conti (llaüt)

L'agrupació va donar concerts a Palma i molts altres pobles de Mallorca amb un repertori molt extens que abastava des de música popular d'aquella època, passant per sarsuela i fins a música clàssica. Es va extingir a principi dels anys 70.